# Fritzie Zivic
Fritzie Zivic, pseudonimo di Ferdinand Henry John Zivcich (Lawrenceville, 8 maggio 1913 – 16 maggio 1984), è stato un pugile statunitense, di origine croata, campione del mondo dei pesi welter tra il 1940 e il 1941.

## Carriera
Debuttò tra i professionisti nel 1931, tra i pesi leggeri. Al 44º match, dopo 33 vittorie, 6 sconfitte e un pari incontrò il futuro campione del mondo Lou Ambers, appena sconfitto in un match mondiale da Tony Canzoneri. Perse ai punti in dieci riprese. Il 12 agosto 1936, a New York, perse ai punti dall'ex campione d'Europa Cleto Locatelli. 
Passò poi ai pesi welter e, il 28 dicembre 1936, affrontò nella sua tana di Pittsburgh il giovane peso medio Billy Conn, futuro campione del mondo dei mediomassimi. Perse ancora ai punti ma stavolta con verdetto contrastato. Salì sul ring altre sessanta volte (52 vittorie tra le quali quella con Saverio Turiello, 7 sconfitte e un pari) prima di ottenere la chance di combattere per il titolo mondiale contro il grande Henry Armstrong. Il 4 ottobre 1940, al Madison Square Garden di New York, Zivic conquistò ai punti la cintura mondiale dei welter. Nella rivincita, combattuta sempre al Madison il 7 gennaio 1941, assistette il pubblico record di 23.190 spettatori. Zivic fece suo l'incontro per knock-out tecnico al 12º round. 
Dopo un'altra vittoria ai punti contro Saverio Turiello (senza titolo in palio) il 29 luglio 1941, a Newark, Zivic perse il titolo mondiale ai punti contro Freddie Cochrane. L'incontro fu dichiarato "Sorpresa dell'anno" 1941 dalla rivista Ring Magazine. 
Proseguì a combattere per altri otto anni nei quali affrontò tutti i più forti pesi welter. Combatté due volte contro l'astro nascente Sugar Ray Robinson, perdendo in entrambi i casi. Affrontò nuovamente Freddie Cochrane, battendolo ai punti ma senza titolo in palio. Perse il terzo incontro con Armstrong e i due match contro Beau Jack. Incontrò tre volte Charley Burley (una vittoria e due sconfitte) e ben quattro volte Jake LaMotta con una vittoria e tre sconfitte. Si è ritirato vincendo nel 1949, con alle spalle 18 anni carriera professionistica e ben 233 incontri disputati.
La International Boxing Hall of Fame lo ha riconosciuto tra i più grandi pugili di ogni tempo.